# Fusillade au musée juif de Washington
La fusillade au musée juif de Washington s’est déroulée le mercredi 21 mai 2025 devant le musée juif de Washington, à Washington, aux États-Unis. La fusillade a fait deux victimes, des employés de l’ambassade d'Israël aux États-Unis. Le tireur est inculpé pour assassinat.

## Contexte
Cette fusillade a eu lieu devant le Capital Jewish Museum à Washington, D.C., où se tient l'événement privé organisé par AJC ACCESS, la division jeunes professionnels de l’American Jewish Committee (AJC). Intitulée Young Diplomats Reception, cette réception rassemble environ 115 à 150 participants, parmi lesquels de jeunes professionnels juifs âgés de 22 à 45 ans, des membres du personnel du Congrès américain, ainsi que des diplomates représentant une trentaine de pays. L’événement, placé sous la devise « Turning Pain into Purpose » (« Transformer la douleur en engagement »), comprenait des interventions de représentants d’IsraAID (ONG humanitaire israélienne) et de la Multifaith Alliance (organisation à but non lucratif basée aux États-Unis), et portait sur la diplomatie humanitaire, notamment dans les zones de crise comme Gaza, le Moyen-Orient et l’Afrique du Nord. Le musée, récemment renforcé sur le plan sécuritaire grâce à des subventions publiques, accueille cet événement dans le cadre de la mission de l’AJC visant à promouvoir le dialogue international.
L'attentat survient alors qu'Israël lance une nouvelle campagne militaire visant à détruire le Hamas dans la bande de Gaza, à la suite des attaques sur Israël du 7 octobre 2023.
La riposte israélienne est de plus en plus sévèrement critiquée à l’international, tandis que les actes antisémites se multiplient dans le monde entier depuis cette date,,.

## Déroulement

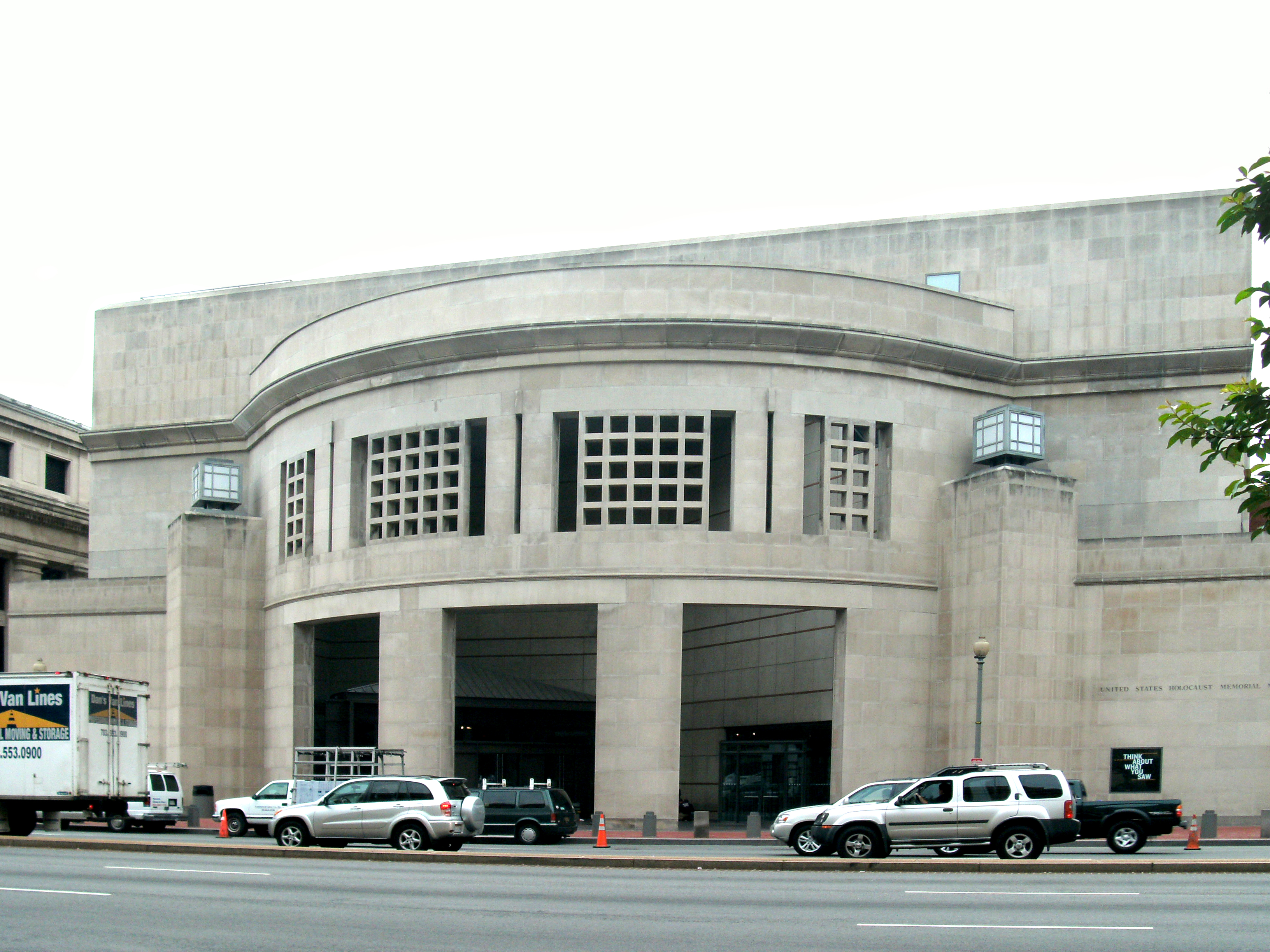
Entrée de lUnited States Holocaust Memorial Museum de Washington après une précédente fusillade, le 10 juin 2009.

Le 21 mai 2025, un jeune couple sortait d’un événement au musée juif de la capitale américaine organisé par l'American Jewish Committee, qui soutient Israël et la lutte contre l'antisémitisme. La soirée réunissait de jeunes professionnels juifs âgés de 22 à 45 ans et la communauté diplomatique de Washington,,.
Le tireur, Elias Rodriguez, est aperçu par les images de vidéosurveillance en train d’arpenter les abords du musée. Il croise ses victimes sur un passage piéton dans la rue devant le musée, se retourne, sort une arme qu’il avait à la ceinture et leur tire à plusieurs reprises dans le dos. Une fois les victimes tombées au sol, la vidéo montre le tireur se rapprocher, se pencher au-dessus d’elles avec son bras tendu, et tirer encore à plusieurs reprises.
Après la fusillade, il entre dans le musée, où on l'a pris pour une victime des coups de feu et est secouru par les agents du musée. Ce n’est qu’après avoir avoué être l’auteur en brandissant un keffieh qu’il est interpellé sans résistance par l'équipe de sécurité de l'événement ; il chantait et scandait le slogan pro-Palestine « Free free Palestine »,,,.
Rapidement, il indique à la police l’endroit où il a jeté son arme qui est alors récupérée.

## Victimes
Les deux victimes de la fusillade s’appellent Yaron Lischinksy et Sarah Lynn Milgrim, tous deux employés de l’ambassade d'Israël aux États-Unis. Le couple était sur le point de se fiancer. Ils faisaient partie d’un groupe de quatre personnes visées,.
Yaron Lischinksy, 28 ans, originaire d’Allemagne, était parti vivre en Israël à l'âge de 16 ans. Il possédait la double nationalité. Diplômé de l'université de Jérusalem, il était en poste à Washington en tant qu'assistant de recherche pour les affaires du Moyen-Orient et d’Afrique du Nord,.
Sarah Lynn Milgrim était une citoyenne américaine de confession juive. Diplômée de l’American University, de l’université de l’ONU et de l’université du Kansas, elle travaillait au département de diplomatie publique de l’ambassade,.

## Tireur
Elias Rodriguez, 30 ans, originaire de Chicago, dans le nord des États-Unis, et titulaire d’une licence d’anglais de l’université de l'Illinois à Chicago, n'était pas connu des services de police,,,,. Il avait acheté légalement l’arme du crime en 2022, un pistolet 9mm,. Après avoir été arrêté et placé en garde à vue, le tireur a crié le slogan pro-palestiniens « Free, Free Palestine »,.
Rodriguez était affilié au groupe ANSWER Coalition : réseau de protestation anticapitaliste et pro-palestinien, avec lequel il aurait également manifesté. Selon plusieurs médias, notamment New York Post, les groupes PSL et ANSWER seraient liés à des organisations telles que People’s Forum, financées par le milliardaire de gauche Neville Singham – ancien patron de ThoughtWorks – et son épouse Jodie Evans. Aucune preuve directe n’établit que ces financements ont directement soutenu le passage à l’acte de Rodriguez. Le réseau demeure controversé, mais les autorités considèrent sa radicalisation comme un processus individuel, lié aux tensions actuelles autour de la bande de Gaza puis relayé via des discours militants.
Depuis l'été 2024, il travaillerait dans le service administratif de l'Association américaine d’ostéopathie (AOA).

## Jugement
La police fédérale (FBI) considère cette attaque comme un acte de terrorisme, et des charges supplémentaires pourraient être retenues contre l’accusé,. Il est ainsi poursuivi pour « assassinat de fonctionnaires étrangers à l’aide d’une arme à feu », délits relevant de l’article 18 U.S.C du Code des États-Unis.
Le tireur sera présenté à un juge du tribunal fédéral de Washington pour une première audience le 18 juin,.

## Réactions
Le Premier ministre israélien, Benjamin Netanhayu a annoncé avoir demandé le renforcement de la sécurité des ambassades israéliennes et du personnel diplomatique dans le monde,.
Le représentant permanent d’Israël aux Nations unies, Danny Danon, a dénoncé un « acte dévoyé de terrorisme antisémite ».
Donald Trump, a rapidement condamné la fusillade : « Ces horribles meurtres à Washington, manifestement commis par antisémitisme, doivent cesser, maintenant ! »,.
Le président israélien Isaac Herzog et le secrétaire d'État américain Marco Rubio ont également condamné l'incident,.
De nombreuses capitales européennes ont exprimé leur indignation et qualifié d'antisémite cette attaque,,. La France a également dénoncé un « acte odieux de barbarie antisémite »,.

## Répercussions
Le 22 mai 2025, le chef de la diplomatie israélienne, Gidéon Saar, accuse des pays européens d’« incitation à la haine ». Ces propos sont qualifiés par la France de « parfaitement outranciers et parfaitement injustifiés »,.